# Aymar de Valence (2e comte de Pembroke)
Pour les articles homonymes, voir Aymar de Valence.
Aymar de Valence (v. 1275 – 23 juin 1324), 2e comte de Pembroke, est un noble anglo-français. Bien qu'essentiellement actif en Angleterre, il possède également de solides connexions avec la famille royale française. Considéré comme l'un des plus riches et puissants magnats de son époque, il joue un rôle central au cours des conflits qui opposent le roi Édouard II et la noblesse anglaise conduite par le comte de Lancastre. Pembroke est l'un des Seigneurs Ordonnateurs nommés afin de restreindre les pouvoirs du roi Édouard II et de son favori Pierre Gaveston. Son positionnement politique bascule brusquement lorsqu'il subit l'affront de voir Gaveston – qu'il détenait prisonnier et avait juré de protéger – enlevé et exécuté à l'instigation de Lancastre. Cette grave offense le pousse à soutenir fermement le roi au cours du reste de sa vie. Toutefois, quelques années plus tard, les circonstances politiques, combinées avec ses difficultés financières persistantes, l'éloigneront du centre du pouvoir.
Bien que les premiers historiens s'intéressant à Pembroke l'aient considéré comme le chef du « parti du Milieu » – situé entre le parti de la cour influencé par le roi et ses favoris d'une part, et les barons extrêmes conduits par Lancastre d'autre part –, le consensus adopté par les historiens modernes demeure qu'il est resté globalement loyal à Édouard au cours de sa carrière. Pembroke s'est marié à deux reprises et ne laisse aucune descendance légitime, bien qu'il ait eu un fils illégitime. Il est passé à la postérité notamment grâce aux entreprises de sa seconde épouse Marie de Châtillon-Saint-Pol, qui a fondé le Pembroke College, situé à Cambridge, ainsi que par sa splendide tombe qui peut encore être contemplée de nos jours à l'abbaye de Westminster. Aymar de Valence est enfin une figure importante des guerres menées en Écosse par les rois d'Angleterre Édouard Ier et Édouard II.

## Biographie

### Origines et jeunesse
Aymar de Valence est issu de la puissante maison de Lusignan, qui provient de France et plus particulièrement du Poitou. Il est le troisième fils de Guillaume de Valence et de Jeanne de Montchensy. Son père est un demi-frère du roi d'Angleterre Henri III et s'est établi à la cour d'Angleterre aux alentours de 1247. Aymar est ainsi un cousin des rois Édouard Ier et Édouard II. Par sa mère, il est un arrière-petit-fils du célèbre chevalier et comte de Pembroke Guillaume le Maréchal. En janvier 1273, son père Guillaume de Valence revient de la Neuvième croisade, commandée par le roi Édouard Ier, et reste jusqu'à l'année suivante dans les environs de Limoges. Il est ainsi possible qu'Aymar soit né en France aux alentours de 1275,. On ignore toutefois quel est son lieu de naissance : il est possible qu'il s'agisse de Valence, située près de Lusignan, d'où provient sa famille paternelle, mais rien n'indique pour autant qu'il y soit né. Par ailleurs, son patronyme de Valence est sans doute davantage une allusion à l'abbaye cistercienne de Valence située à Couhé, fondée par ses grands-parents Hugues X de Lusignan et Isabelle d'Angoulême en 1230 et qui est un fief des Lusignan.
N'étant que le troisième fils de ses parents, Aymar est initialement destiné à une carrière ecclésiastique, à l'instar de son oncle paternel Aymar. Cependant, à la suite du décès prématuré de son frère aîné John en 1277, suivi de celui de son autre frère Guillaume, tué en juin 1282 à la bataille de Llandeilo Fawr, Aymar devient l'héritier des titres et des terres de ses parents. Tant de son père que de sa mère, Aymar peut s'attendre à un riche héritage constitué de nombreuses possessions localisées en Angleterre, en Galles et en Irlande. En outre, son père possède de vastes terres en France. À la mort de ce dernier en 1296, Aymar hérite de l'intégralité de ses biens, situés principalement dans le Northumberland et en Est-Anglie, mais aussi en France, notamment dans le comté de la Marche en raison de son statut de seigneur de Rancon – qui est vassal de l'évêque de Limoges – ainsi que de celui de Champagnac et de Bellac – vassal de l'abbaye Sainte-Marie de la Règle de Limoges. Enfin, dans le comté d'Angoulême, il devient seigneur de Montignac et à ce titre vassal de l'évêque d'Angoulême. Aymar de Valence est ainsi l'un des derniers comtes anglais à posséder d'importantes possessions en France. À compter du décès de son père, il visite à plusieurs reprises ses possessions françaises. Parallèlement à ses visites officielles au nom des rois d'Angleterre en raison de ses racines françaises, il est prouvé qu'il s'est rendu à 17 reprises en France au cours de sa vie. Aymar de Valence épouse en premières noces avant le 17 octobre 1295 Béatrix de Clermont-Nesle, fille du connétable de France et comte Raoul II de Clermont-Nesle. Leur union n'apportera aucune descendance.

### Carrière militaire et diplomatique sousÉdouardIeret au début du règne d'ÉdouardII

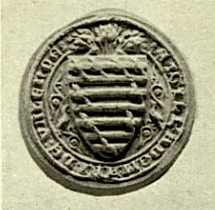
Sceau d'Aymar de Valence.

Au début de l'année 1296, Aymar de Valence accompagne son père Guillaume au sein de la délégation diplomatique commandée par ce dernier et chargée de négocier à Cambrai la paix entre France et Angleterre, en guerre en Aquitaine depuis 1294. À la suite du décès de son père en mai 1296, Aymar retourne en Angleterre et prête serment d'allégeance le 14 juillet 1297 à Westminster à l'héritier du trône Édouard de Carnarvon, désigné régent du royaume en l'absence de son père Édouard Ier, parti guerroyer en Flandre. D'août 1297 à mars 1298, Valence est aux côtés du roi Édouard au cours de son expédition militaire en Flandre et semble avoir été fait chevalier durant cette période. Lors des pourparlers de paix qui s'ensuivent, Aymar figure au sein de l'ambassade anglaise chargée de conclure une trêve. Au début de l'année 1299, il est également membre de la délégation qui prépare le mariage d'Édouard Ier avec la princesse Marguerite de France, sœur du roi de France Philippe IV le Bel. Au cours des années suivantes, Aymar de Valence se voit confier plusieurs missions diplomatiques. Il accompagne ainsi en 1304 l'héritier du trône Édouard, lorsque ce dernier rend l'hommage à Paris au roi de France pour l'Aquitaine au nom de son père. En outre, il participe à de nombreuses campagnes lors des guerres d'Écosse initiées par Édouard Ier. En 1298, il est présent lors de la bataille de Falkirk et, en 1300, au siège du château de Caerlaverock. Il est convoqué successivement en 1299, 1301 et 1302 par le roi pour combattre en Écosse. En 1303, Édouard Ier le nomme commandant des troupes anglaises au sud du fleuve Forth. Après l'assassinat de son beau-frère John III Comyn, époux de sa sœur Jeanne de Valence, Aymar devient commandant des troupes anglaises stationnées en Écosse en avril 1306. Il inflige au mois de juin suivant une cinglante défaite à Robert Bruce, meurtrier de Comyn et qui s'est autoproclamé roi d'Écosse, lors de la bataille de Methven. Ce revers force Bruce à se réfugier dans le Nord de l'Écosse et à abandonner provisoirement ses revendications au trône face à Édouard Ier, qui est de fait le véritable suzerain de l'Écosse. Pourtant, en mai 1307, Robert Bruce reprend les armes et défait Aymar de Valence au cours de la bataille de Loudoun Hill. 
En dépit de la mort d'Édouard Ier en juillet 1307, Aymar de Valence est confirmé dans ses fonctions par son successeur Édouard II dès le mois suivant et est élevé au poste d'administrateur de l'Écosse. En octobre de la même année, sa mère Jeanne de Montchensy décède et lui transmet l'illustre titre de comte de Pembroke. Par ailleurs, Valence hérite de nombreuses possessions en Angleterre, notamment dans le Pembrokeshire et dans le Gloucestershire, mais aussi dans divers comtés du royaume, tels le Norfolk et le Suffolk. Aymar de Valence devient ainsi l'un des plus riches et puissants magnats d'Angleterre à l'avènement d'Édouard II. Il étend également son influence en Irlande – où il acquiert Wexford – et en France – dans le Poitou et autour de Calais. En novembre 1307, Pembroke est missionné par le roi en France pour accélérer les négociations concernant son mariage avec la princesse Isabelle, fille du roi Philippe IV. Le 22 janvier 1308, il embarque avec le roi et plusieurs éminents barons d'Angleterre à Douvres pour assister au mariage royal, qui a lieu trois jours plus tard à Boulogne. En novembre 1308, à la mort de son cousin Gui Ier de Lusignan, comte de la Marche et d'Angoulême, Aymar revendique ses fiefs, en tant que plus proche héritier mâle. Néanmoins, Philippe IV attribue ces terres à Yolande de Lusignan, sœur de Gui. En échange, cette dernière vend les titres au roi de France pour la somme importante de 1,000 livres tournois. Peu après la mort de Yolande en 1314, Philippe le Bel crée en apanage la Marche pour son troisième fils, prénommé Charles.

### Hostilité à Pierre Gaveston

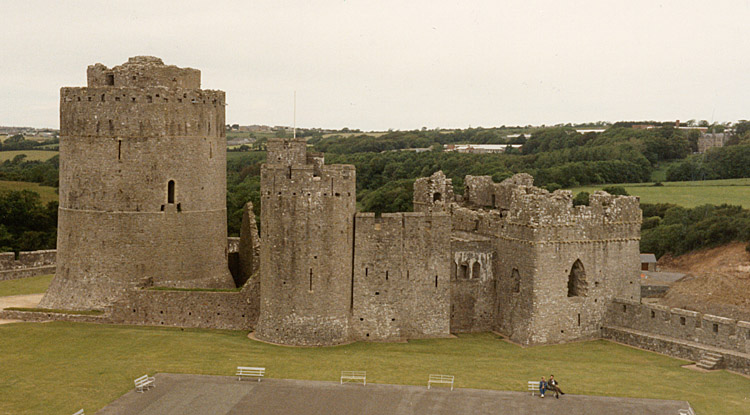
Le château de Pembroke, situé en Galles.

Comme les principaux barons anglais, Pembroke ne tarde pas à entrer en conflit avec Édouard II au sujet de l'influence excessive de son favori Pierre Gaveston, issu de la petite noblesse gasconne. Bien qu'il ait assisté à l'élévation de ce dernier au prestigieux titre de comte de Cornouailles le 6 août 1307, Pembroke affiche son hostilité à Gaveston dès le mariage du roi. Le 31 janvier 1308, il signe l'agrément de Boulogne avec notamment les comtes de Lincoln, de Surrey et de Hereford. Ce groupe de magnats affirme s'inquiéter de la situation financière et de la sécurité du royaume, mais dénonce implicitement les faveurs accordées à Gaveston. En avril 1308, le Parlement se réunit et réclame l'exil de Gaveston. Le 18 mai suivant, Pembroke réussit à convaincre le roi de se conformer à cette demande. En mars 1309, cependant, Pembroke se rend au nom d'Édouard en Avignon pour recevoir du pape Clément V son accord concernant la levée de l'exil du favori. Gaveston fait son retour en Angleterre en juin 1309, mais Valence est désormais devenu un de ses adversaires les plus acharnés. Ce basculement subit de Pembroke résulte certainement du refus du roi d'appliquer les réformes promises à Stamford en août 1309 ainsi que de l'arrogance de Gaveston, qui se moque ouvertement de Pembroke en le surnommant « Joseph le Juif ». 
Il n'est donc pas étonnant qu'en mars 1310, Pembroke soit choisi comme l'un des 21 Seigneurs Ordonnateurs chargés – bien qu'à contrecœur – par le roi d'élaborer un programme de réforme du gouvernement. Aymar joue un rôle actif dans les travaux entrepris par cette nouvelle commission. Pour cette raison, malgré plusieurs requêtes adressées par le roi, il est absent de la campagne d'Édouard en l'Écosse, que ce dernier mène seul avec Gaveston à partir de septembre 1310. Pembroke est quant à lui présent le 27 septembre 1311 lorsque les nouvelles Ordonnances sont proclamées à Londres. Une des clauses de ces réformes est l'exil perpétuel de Pierre Gaveston, qui quitte le royaume en novembre 1311. Toutefois, le comte de Cornouailles fait son retour à l'invitation du roi dès le début de l'année 1312, au mépris des Ordonnances. Furieux, les Ordonnateurs se réunissent en mars 1312 et chargent le comte de Pembroke de se saisir de Gaveston. Le château de Scarborough, dans lequel s'est réfugié Gaveston, est assiégé par les comtes de Pembroke et de Surrey à partir du 17 mai. Séparé du roi par les barons, le favori se rend deux jours plus tard, contre la promesse faite par Pembroke qu'aucun mal ne lui sera fait jusqu'à ce qu'il soit jugé devant le Parlement, convoqué pour le 1er août suivant. Pembroke emmène ensuite Gaveston sous sa garde vers Londres. Le 9 juin, Aymar laisse Gaveston sous la surveillance de quelques troupes à Deddington et part rendre visite à son épouse Béatrix de Clermont-Nesle à Bampton Castle. En son absence, le comte de Warwick s'empare dès le lendemain de Pierre Gaveston et le fait amener au château de Warwick. Accompagné des comtes de Lancastre, de Hereford et d'Arundel, Warwick condamne à mort et fait exécuter le favori royal le 19 juin pour haute trahison. Cet acte de violence est considéré comme un déshonneur par Aymar de Valence, qui a donné sa parole au roi de préserver Gaveston vivant, et le ramène aux côtés du roi. Ainsi, bien qu'il continue à soutenir l'application des Ordonnances, il se sépare définitivement des assassins de Gaveston et sert par la suite loyalement Édouard II.

### Ralliement au roiÉdouardII
Dès le mois d'août 1312, Pembroke retourne à Paris, où il demande au nom d'Édouard au roi Philippe le Bel son assistance dans les négociations engagées avec les responsables de la mort de Gaveston. De retour en Angleterre, il tente, les 20 et 21 septembre, de gagner la loyauté de la ville de Londres envers le roi, mais une émeute éclate à Guildhall et le comte doit s'enfuir en précipitation de la capitale avec ses partisans. Il prend part aux discussions entre le roi et l'opposition baronniale jusqu'à leur achèvement le 20 décembre 1312 avec la conclusion d'un accord fragile. De février à mars 1313, Pembroke est de nouveau à Paris pour préparer la visite d'Édouard II et de son épouse Isabelle en France. De mai à juillet, Aymar accompagne le couple royal à Paris lors de leur visite auprès du roi de France pour régler diplomatiquement un différend concernant l'Aquitaine. Revenu en Angleterre, le roi consent finalement au mois d'octobre à accorder son pardon aux Ordonnateurs impliqués dans l'enlèvement et l'exécution de son favori, bien que sa rancune subsiste. En décembre 1313, le comte de Pembroke est de nouveau aux côtés d'Édouard lors d'une entrevue avec Philippe le Bel tenue à Montreuil pour finaliser le nouvel accord réglant les tensions en Aquitaine.
En avril 1314, Pembroke est désigné par le roi pour préparer l'imminente campagne anglaise en Écosse. L'expédition s'achève au mois de juin avec la catastrophique défaite anglaise lors de la bataille de Bannockburn. Au cours de la bataille, Pembroke s'est battu aux côtés le roi et l'a aidé à s'extraire du champ de bataille avec l'aide d'une escorte de soldats gallois lorsque la déroute anglaise est devenue inéluctable,. L'affaiblissement d'Édouard à la suite de ce revers cuisant pousse les comtes de Lancastre et de Warwick à s'emparer du pouvoir, ce qui conduit à la mise en place de certaines mesures des Ordonnances même si le nouveau gouvernement se révèle incapable d'interrompre les raids écossais dans le Nord – qu'Aymar affronte sans succès entre juillet et octobre 1315 – et de combattre la famine. Le 2 janvier 1315, Pembroke prend part aux funérailles solennelles de Pierre Gaveston, qui est finalement enterré à Langley. En mai et juin, il se rend de nouveau à Paris afin d'être assuré par le nouveau roi de France Louis X de la confirmation des accords conclus précédemment au sujet de l'Aquitaine. En février 1316, Pembroke représente le roi lors de l'ouverture du Parlement de Lincoln, au cours duquel le comte de Lancastre connaît l'apogée de sa puissance en étant nommé conseiller principal du roi. En juillet 1316, Pembroke est appelé par le roi à Bristol pour y écraser le soulèvement des citoyens locaux, en conflit avec le connétable royal Bartholomew de Badlesmere.
En décembre 1316, Pembroke est placé à la tête d'une délégation envoyée en Avignon auprès du pape Jean XXII, nouvellement élu. Il est chargé de demander au souverain pontife son soutien face aux attaques écossaises ainsi que la levée du serment royal qui lie le roi d'Angleterre aux Ordonnances. À son retour, Valence est capturé en mai 1317 à Étampes par le chevalier Jean de Lamouilly et emprisonné dans le comté de Bar. Il y demeure détenu jusqu'à ce qu'il accepte de payer la rançon exigée de 10,400 £. Les motifs de cet enlèvement sont incertains mais il est possible que Jean de Lamouilly ait servi dans l'armée anglaise pendant la guerre contre l'Écosse entre 1299 et 1312 et n'ait pas reçu tout l'argent qui lui était dû. Une autre hypothèse envisagée impliquerait le comte Édouard Ier de Bar, dont la sœur Jeanne a été rejetée par son époux, le comte de Surrey. L'inaction du roi Édouard II – pourtant cousin germain de la comtesse de Surrey – aurait poussé le comte de Bar à faire enlever son fidèle serviteur, Aymar de Valence, pour se venger de lui. Quoi qu'il en soit, Pembroke est libéré dès le mois de juin 1317, mais Lamouilly exige que des otages – dont Henri, fils illégitime de Valence – lui soient livrés jusqu'au paiement de sa rançon. Afin de lever le montant de la rançon et de libérer les otages, Pembroke, qui dispose d'un revenu annuel d'environ 3,000 £, s'endette auprès d'Édouard II, ce qui rendra la fin de sa vie difficile du point de vue financier.

### Médiation entre les différentes factions et éclatement de la guerre civile
Après son retour en Angleterre, Pembroke cherche à résoudre par la voie diplomatique la reprise des tensions entre le roi et le comte de Lancastre. Certains historiens suggèrent qu'il a cherché à acquérir de l'influence à la cour en lieu et place de Lancastre au nom d'un « parti du Milieu », rassemblant les barons modérés situés entre les nouveaux favoris d'Édouard II et la faction de Lancastre. En réalité, étant donné sa situation financière particulièrement difficile, Pembroke est à peine capable de jouer un rôle politique plus important que lors de l'ascension de Lancastre entre 1314 et 1316. Il a vraisemblablement seulement essayé d'éviter une guerre civile qui n'aurait bénéficié à personne. Le 1er novembre 1317, Pembroke renouvelle sa loyauté au roi et s'engage à le servir tant en période de paix qu'en période de guerre. Le 24 novembre, accompagné du baron Badlesmere, Aymar exhorte Roger Damory, l'un des plus puissants favoris royaux à ce moment-là, à refuser les nouveaux présents faits par le roi, afin de tempérer la colère du comte de Lancastre, mécontent de ces faveurs accordées à ceux qu'il considère comme des parvenus. Déjà, le 1er octobre précédent, Pembroke et d'autres barons avaient avec embarras empêché le roi d'attaquer au retour d'York le château de Pontefract, bastion de Lancastre. Aux côtés d'autres magnats et prélats, Pembroke joue un rôle prééminent dans les difficiles négociations qui suivent entre le roi et Lancastre, jusqu'à ce qu'un compromis soit convenu lors du traité de Leake, signé le 9 août 1318. Pembroke devient à la suite de cet accord l'un des membres-clés du nouveau conseil chargé de conseiller le roi et créé à la demande de Lancastre lors du Parlement d'York tenu en octobre de la même année. En tant que membre de ce conseil privé, Pembroke entend en mars 1319 les griefs des citoyens de Londres dans la salle du chapitre de la cathédrale Saint-Paul. Avant de prendre part à une nouvelle expédition contre l'Écosse en septembre 1319, il fait son testament le mois précédent. À la suite de l'échec de la campagne – au cours de laquelle les Anglais assiègent vainement Berwick –, Pembroke préside la délégation anglaise qui négocie en décembre 1319 une trêve de deux ans avec le roi d'Écosse Robert Bruce.
En février 1320, Pembroke est nommé gardien du royaume par le roi, en prévision de la visite qu'il rend au mois de juin et juillet au roi de France Philippe V le Long pour y accomplir une nouvelle fois l'hommage pour le duché d'Aquitaine. Cependant, la fonction du comte n'est que purement symbolique, le vrai pouvoir étant désormais tombé aux mains d'Hugues le Despenser le Jeune, le nouveau favori d'Édouard, et son père du même nom. À la mort de son épouse Béatrix de Clermont-Nesle en septembre 1320, Pembroke se rend en France à la fin du mois de novembre suivant pour y conclure un nouveau mariage. Il revient en Angleterre peu de temps avant le début de la guerre des Despenser, une rébellion conduite par les seigneurs des Marches galloises et le comte de Lancastre contre les Despenser qui éclate au début de mai 1321. À la fin du même mois, Pembroke retourne en France, où il épouse en secondes noces la jeune Marie de Châtillon-Saint-Pol, fille du comte Guy IV de Châtillon-Saint-Pol. Il rentre en Angleterre avec sa nouvelle épouse à la fin du mois de juillet. Immédiatement après son retour, il intervient en tant que médiateur dans le conflit opposant le roi et les rebelles, qui réclament l'exil des Despenser. Face aux tensions croissantes – les barons soulevés encerclent Londres, la capitale est elle-même au bord de l'insurrection –, Pembroke s'adresse à la reine Isabelle et requiert son aide pour désamorcer la situation explosive. La reine accepte alors de s'agenouiller aux pieds de son époux et de le supplier d'exiler ses favoris. Édouard accepte à contrecœur d'accéder à sa demande et annonce le 14 août le bannissement des Despenser. Le rôle de Pembroke semble avoir été à cette occasion déterminant, même si certains chroniqueurs rapportent qu'il aurait menacé le roi de cesser de le servir s'il n'acceptait pas de coopérer aux demandes des rebelles. En dépit de ses tentatives de médiation, le comte demeure fidèle à Édouard et l'approuve dans son désir de revanche contre les insurgés. Ainsi, au mois d'octobre 1321, il est présent lors du siège de Leeds et, en décembre, accepte la proposition du roi de rappeler les Despenser d'exil. La contre-offensive royale aboutit finalement en janvier 1322 à la reddition des barons des Marches et en mars suivant à la défaite et la capture de Lancastre lors de la bataille de Boroughbridge. Pembroke est l'un des membres du tribunal qui condamne Lancastre à mort pour haute trahison quelques jours après son arrestation.

### Déclin, mort et succession

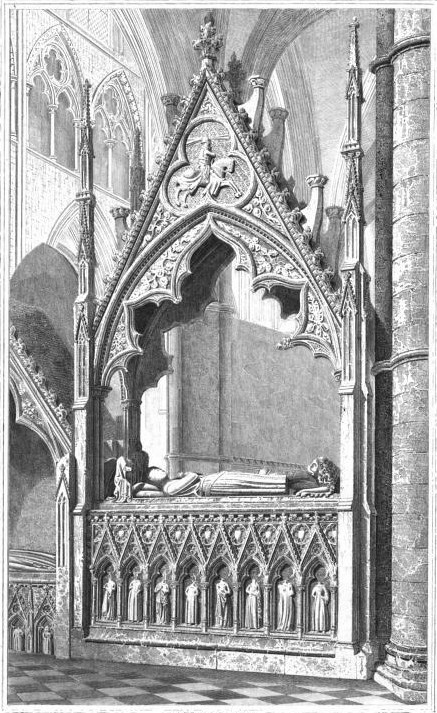
Monument en l'honneur d'Aymar de Valence à l'abbaye de Westminster. Dessin datant de 1826.

Après l'éclatante victoire royale de Boroughbridge, Pembroke se retrouve dans une situation difficile, en raison de son changement d'allégeance au cours de la guerre civile. En effet, les rebelles ont perdu toute confiance en lui, puisqu'il a contribué à l'écrasement de leur révolte, mais parallèlement, les Despenser lui vouent une rancune tenace pour avoir insisté en août 1321 sur leur exil. En mai 1322, le roi exige – sans doute sous l'influence des Despenser – de Pembroke qu'il lui adresse un nouveau serment de loyauté indéfectible et ce de manière humiliante. Aymar de Valence finit ainsi sa vie avec des difficultés financières, et écarté de la cour par le désormais tout-puissant Hugues le Despenser le Jeune, dont l'influence ne connaît plus aucune limite. À la fin de l'été 1322, Pembroke participe à la dernière campagne entreprise par Édouard II en Écosse, qui s'achève le 14 octobre lors de la défaite retentissante de l'armée anglaise à Old Byland dans le Yorkshire. Il est ensuite chargé par le roi de négocier une trêve de 13 ans avec Robert Bruce, qui est conclue en mai 1323. En juin 1324, Pembroke est envoyé en France auprès du roi Charles IV le Bel, qui réclame qu'Édouard II lui rende hommage pour l'Aquitaine. Avant de pouvoir atteindre Paris, il meurt subitement en Picardie, peut-être à Saint-Riquier, le 23 juin. Son corps est rapatrié en Angleterre et inhumé le 1er août près de l'autel de l'abbaye de Westminster. Quelques jours après sa mort, le 1er juillet 1324, le roi de France prononce la confiscation de l'Aquitaine pour défaut d'hommage et déclenche la guerre de Saint-Sardos, qui va aboutir à une lourde défaite anglaise et, sur le long terme, à la chute d'Édouard II et des Despenser.
Le comte de Pembroke est très probablement décédé de causes naturelles, peut-être d'une maladie au niveau des vaisseaux sanguins. Ses opposants ont toutefois affirmé qu'il avait été empoisonné. En outre, sa mort sans descendance légitime a été considérée par ses adversaires comme une punition divine pour sa contribution à la mort du comte de Lancastre, vénéré depuis son exécution comme un saint. Les Despenser, quant à eux, harcèlent sa veuve Marie de Châtillon-Saint-Pol pour se venger de l'attitude hostile qu'avait le comte à leur égard. Cette dernière se retire dans son douaire et décède en 1377. En l'honneur de son mari, elle fait don de son magnifique monument funéraire, et d'une chapelle de l'abbaye de Westminster – qui fait désormais partie de la chapelle Saint-Jean-le-Baptiste –, ainsi que d'un vitrail à l'église franciscaine de Londres. En 1347, Marie fonde le Pembroke College à Cambridge. Les armoiries d'Aymar subsistent dans celles du Pembroke College, à gauche, tandis que celles de son épouse en ornent la partie droite. La mort d'Aymar de Valence conduit à l'extinction de son titre de comte de Pembroke. Ses possessions sont partagées entre son épouse Marie de Châtillon-Saint-Pol, son neveu John Hastings et ses nièces Elizabeth et Joan Comyn. Le comté de Pembroke est finalement relevé en 1339 en faveur de Lawrence Hastings, fils de John.